# 평산초등학교 (경북)
평산초등학교는 대한민국 경상북도 경산시에 있는 공립 초등학교이다.

## 학교 연혁
- 2008.12.24 평산초등학교 설립계획 확정
- 2011.02.28 준공 (30학급 BTL)
- 2011.03.01 초대 임창영 교장 부임
- 2011.03.01 평산초등학교 개교(7학급 175명)
- 2012.02.17 제1회 졸업식(22명)
- 2014.02.14 제3회 졸업식(82명)
- 2014.03.01 33학급 편성(893명)
- 2014.03.01 제2대 김영성 교장 부임
- 2016.03.01 제3대 조중기 교장 부임
- 2018.03.01 제4대 손기락 교장 부임
- 2022.03.01 제5대 이재구 교장 부임